# Syzygium ingens
Syzygium ingens är en myrtenväxtart som först beskrevs av Ferdinand von Mueller och Charles Moore, och fick sitt nu gällande namn av Lyndley Alan Craven och Edward Sturt Biffin. Syzygium ingens ingår i släktet Syzygium och familjen myrtenväxter. Inga underarter finns listade i Catalogue of Life.

## Bildgalleri

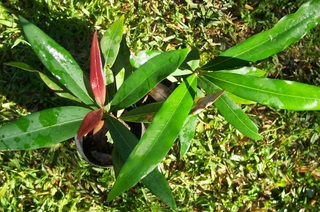